# Куусинен, Хертта
Хе́ртта Э́лина Ку́усинен (фин. Hertta Elina Kuusinen; 14 февраля 1904, Луханка, Санкт-Михельская губерния — 18 марта 1974, Москва) — финляндская общественная и политическая деятельница.

## Биография
Родилась в семье известного финского политика Отто Куусинена и Саймы-Паулины Дальстрём. В 1930—1934 годах (с перерывом в 1932—1933) слушательница Международной ленинской школы при Коминтерне. В 1934—1939 годах сидела в тюрьме, в 1941—1944 годах в концлагере. С 1939 года член ЦК Компартии Финляндии, а с 1944 года — член Политбюро ЦК Компартии Финляндии. Была почётным председателем Коммунистической партии Финляндии.
С 1945 года депутат парламента Финляндии, председатель парламентской фракции Демократического Союза народа Финляндии в 1945–1966, генеральный секретарь ДСНФ в 1952–1958 годах. В 1948 году входила в правительство Мауно Пеккала как министр без портфеля. В 1951—1958 годах — генеральный секретарь, в 1958—1969 — вице-председатель, а в 1969—1974 — председатель Международной демократической федерации женщин.
В 1923—1933 годах была замужем за Тууре Лехеном, в 1945—1950 годах — за Юрьё Лейно